# Rhoda Broughton
Rhoda Broughton (Denbigh, 29 de novembre de 1840 – Headington Hill, 5 de juny de 1920) fou una novel·lista britànica, neboda de Sheridan Le Fanu.

## Biografia
Rhoda Broughton va néixer a Denbigh al nord de Gal·les. El seu pare era el reverend Delves Broughton. Va desenvolupar el seu gust per la literatura, especialment poesia, sent una noia jove. El seu oncle Sheridan Le Fanu era un autor famós, i va quedar satisfet amb la primera novel·la de Rhoda i la va ajudar a fer que es publiqués. Les seves primeres dues novel·les van aparèixer el 1867 en la seva Dublin University Magazine. Le Fanu va ser també qui li va presentar a l'editor Richard Bentley, qui va rebutjar la seva primera novel·la en considerar-la impròpia, però va acceptar la segona.
Més tard, després d'haver fet que ella fes l'esforç per encaixar en la forma popular de tres toms i adaptar-ho al que es creia que era el gust del públic, també li va publicar la que havia rebutjat primer. La seva relació professional duraria fins al final de la casa editora Bentley, quan va ser absorbida per Macmillan a la fi dels anys 1890. Per llavors, Rhoda havia publicat 14 novel·les al llarg d'un període de 30 anys. Després del fracàs d'Alas!, Rhoda va abandonar la forma de tres volums, en la qual es trobava incòmoda i va crear novel·les d'un volum. Això la va portar a crear les seves millors obres, però mai es va lliurar de la seva reputació de crear heroïnes de fàcil moral, la qual cosa era cert en les seves primeres novel·les i, per tant, es va establir la idea que la seva obra era merament lleugera i sensacional. Tot i així, un tret distintiu en totes les seves obres fou la crítica als rols i posicions de la dona a la societat.
Rhoda mai es va casar, i gran part de la seva vida la va passar amb la seva germana Mrs. Eleanor Newcome fins a la mort d'aquesta última a Richmond l'any 1895. Els seus últims anys els va passar a Headington Hill, prop d'Oxford on va morir el 5 de juny de 1920, als 79 anys.

## Obres
- Not Wisely, But Too Well - (1867)
- Cometh Up As A Flower - (1867)
- Red as a Rose is She - (1870)
- Good-bye, Sweetheart! - (1872)
- Nancy - (1873)
- Tales for Christmas Eve - (1873); reeditada com Twilight Stories (1879)
- Joan - (1876)
- Second Thoughts - (1880)
- Belinda - (1883)
- Doctor Cupid - (1886)
- Alas! - (1890)
- A Widower Indeed (amb Elizabeth Bisland) - (1891)
- Mrs. Bligh - (1892)
- A Beginner - (1893)
- Scylla or Charybdis? - (1895)
- Dear Faustina - (1897)
- The Game And The Candle - (1899)
- Foes In Law - (1900)
- Lavinia - (1902)
- A Waif's Progress - (1905)
- Mamma - (1908)
- The Devil and the Deep Sea - (1910)
- Between Two Stools - (1912)
- Concerning a Vow - (1914)
- A Thorn in the Flesh - (1917)
- A Fool in her Folly - (1920)